# Юлія Такач
Юлія Такач Ньєргеш (угор. Júlia Takács Nyerges; нар. 16 листопада 1989) — іспанська легкоатлетка угорського походження, яка спеціалізується в спортивній ходьбі.
Набула іспанського громадянства у 2008.

## Спортивні досягнення
Переможниця Універсіади у ходьбі на 20 км (2011). 
Переможниця (2012) та срібна призерка (2010) Кубка світу з ходьби на дистанції 20 км у командному заліку.
Бронзова призерка чемпіонату Європи у ходьбі на 50 км (2018).
Срібна призерка Кубка Європи з ходьби в індивідуальному заліку на дистанції 50 км (2019).
Переможниця командного чемпіонату Європи з ходьби на дистанції 20 км в командному заліку (2021).
Призерка Кубків Європи з ходьби в командному заліку.
Учасниця Олімпійських ігор-2016 (33 місце у ходьбі на 20 км).
Рекордсменка та чемпіонка Іспанії.